# جبهة فارابوندو مارتي للتحرير الوطني
جبهة فارابوندو مارتي للتحرير الوطني (الإسبانية: Frente Farabundo Martí para la Liberación Nacional, FMLN)
هي حزب يساري سياسي في السلفادور منذ عام 1992، وكان مكونًا سابقًا من ائتلاف خمس منظمات مسلحة. تشكلت الجبهة كمجموعة مظلة في 10 أكتوبر / تشرين الأول لعام 1980 من منظمات مسلحة يسارية: قوات التحرير الشعبية «فارابوندو مارتي» (FPL)، الجيش الثوري الشعبي (ERP)، المقاومة الوطنية (RN)، والحزب الشيوعي السلفادوري (PCS) والحزب الثوري للعمال أمريكا الوسطى - السلفادور (PRTC).
عقب اثنتيّ عشر عاماً من الحرب الثورية، وبموجب اتفاقيات السلام التي تمّ التوقيع عليها في العام 1992، قامت جبهة فارابوندو مارتي بتفكيك تركيبتها العسكرية. وبعد الاعتراف بها كحزبٍ سياسيّ، حدّدت لنفسها هدفاً أولياً: هو الانتخابات التشريعية في العام 1994. وفي حين كان الكوادر والمناضلون يفتقرون للوقت (إنّما أيضاً للتجربة والمال) لينتظموا، لوّح اليمين بشعار «نعم للوطن، لا للشيوعية! ستكون السالفادور مقبرة للحمر». هكذا فاز اليمين المتشدّد «للتحالف الجمهوري الوطني» (Arena)؛ لكن جبهة فارابوندو مارتي أصبحت، بنوّابها الواحد والعشرين، القوّة السياسيّة الثانية في البلد.